# Prix Orange du Livre en Afrique
Pour les articles homonymes, voir Prix Orange.
Le prix Orange du Livre en Afrique est un prix littéraire décerné entre 2019 et 2024 par la fondation Orange. Il récompense un roman écrit en langue française par un écrivain africain, publié par une maison d’édition basée sur le continent africain.
Créé 10 ans après le Prix Orange du Livre, le Prix Orange du Livre en Afrique vise à promouvoir les talents littéraires africains et l’édition locale africaine,.
Mené en partenariat avec l’Institut français, le Prix Orange du Livre en Afrique s’appuie, pour la première sélection des ouvrages, sur des comités de lecture basés en Afrique, composés de professionnels du livre et de lecteurs passionnés.
Depuis son origine, le jury international du prix est présidé par Véronique Tadjo.

## Liste des lauréats
- 2019 : Djaïli Amadou Amal pour Munyal, les larmes de la patience, éditions Proximité, Cameroun[6]
- 2020 : Youssouf Amine Elalamy pour C’est beau, la guerre, éditions Le Fennec, Maroc[7],[4]
- 2021 : Loubna Serraj pour Pourvu qu’il soit de bonne humeur, éditions La Croisée des chemins, Maroc, 2020; et éditions Au diable vauvert, France, 2021[8],[9]
- 2022 : Yamen Manaï pour Bel Abîme, éditions Elyzad, Tunisie, 2021[10],[11]
- 2023 : Michèle Rakotoson pour Ambatomanga, Le silence et la douleur, Édition Broche, 2022[12]
- 2024 : Dibakana Mankessi pour Le psychanalyste de Brazzaville, éditions Les Lettres Mouchetées, 2023

## Membres du jury[13]
- Véronique Tadjo, présidente
- Yvan Amar
- Kidi Bebey
- Yahia Belaskri
- Eugène Ebodé
- Youssouf Amine Elalamy
- Valérie Marin La Meslée
- Nicolas Michel
- Gabriel Mwènè Okoundji
- Mariama Ndoye